# Accordo di Caserta
L'accordo di Caserta fu firmato il 26 settembre 1944, tra il governo greco in esilio (sotto Georgios Papandreou), il comando britannico in Medio Oriente, l'EAM/ELAS e l'EDES a Caserta, in Italia. L'accordo prevedeva che tutte le forze di resistenza che operavano fino ad allora in Grecia sarebbero state sotto la guida del governo greco, che sarebbe stato in seguito sotto il controllo del generale Scobie.
L'accordo di Caserta fu raggiunto nonostante le intense preoccupazioni da parte del Partito Comunista di Grecia (KKE) e degli ambienti di estrema destra. La preoccupazione nelle classi dell'ELAS durante l'Accordo di Caserta fu allo stesso modo intensa. Non appena Aris Velouchiotis, il capo dell'ELAS, ne fu informato, convocò un concentramento di comandanti dell'ELAS a Lamia dove propose la violenta presa del potere. Tuttavia, la maggior parte dei ribelli era riluttante a rischiare, poiché si sarebbe ritrovata contro gli alleati; inoltre il tentativo di creare un altro regime poco chiaro sarebbe stato piuttosto inappropriato.
Di cosa si discutesse esattamente nell'Accordo di Caserta non è noto. Tuttavia, la leadership dell'EAM aveva deciso di cambiare politica e con la pressione sovietica divenne più conciliante. In totale contraddizione con le precedenti condizioni che l'EAM aveva chiesto sotto il controllo del nuovo governo greco, e partecipare al governo di unità nazionale abbandonò le sue precedenti richieste di ministeri specifici. Il governo venne formato il 15 agosto 1944 con la partecipazione di sei membri dell'EAM. Nelle settimane successive, con il graduale ritiro delle forze di occupazione tedesche dalla Grecia, vi fu un diffuso allarme, sia nel governo Papandreou che da parte britannica, per il ruolo dominante dell'ELAS nelle aree liberate.
Nonostante i tentativi di evitare la guerra civile, la battaglia di Atene scoppiò nel dicembre 1944, mettendo l'ELAS contro le truppe del governo, la polizia, gli ex battaglioni di sicurezza e la sempre crescente presenza militare britannica nel paese.